# Jeanne-Therese Granier
Jeanne-Therese Granier, död efter 1787, var en franskspråkig balettdansös.  Hon tillhörde de mer betydande scenkonstnärerna vid La Monnaie i Bryssel mellan 1762 och 1772, då hon var teaterns premiärdansös.  